# Ringsaker
Gmina Ringsaker (norw. Ringsaker kommune) – norweska gmina leżąca w regionie Hedmark. Jej siedzibą jest miasto Brumunddal.
Ringsaker jest 71. norweską gminą pod względem powierzchni.

## Demografia
Według danych z roku 2005 gminę zamieszkuje 31 824 osób, gęstość zaludnienia wynosi 24,86 os./km². Pod względem zaludnienia Ringsaker zajmuje 23. miejsce wśród norweskich gmin.
| ludność stan na 1 stycznia 2005 |         |           |        |
|                                 | kobiety | mężczyźni | razem  |
| osób                            | 15 900  | 15 924    | 31 824 |
| %                               | 49,96%  | 50,04%    | 100%   |

| wykształcenie stan na 1 października 2004 |        |         |        |        |
|                                           | podst. | średnie | wyższe | niezn. |
| osób                                      | 6465   | 14 358  | 4042   | 425    |
| %                                         | 25,56% | 56,77%  | 15,98% | 1,68%  |

## Edukacja
Według danych z 1 października 2004:
- liczba szkół podstawowych (norw. grunnskolar): 30
- liczba uczniów szkół podst.: 4373

## Władze gminy
Według danych na rok 2011 administratorem gminy (norw. rådmann) jest Jørn Strand, natomiast burmistrzem (norw. ordfører, d. borgermester) jest Anita Ihle Steen.